# Duane Woodward
Duane Harland Woodward (New York, 4 giugno 1976) è un ex cestista e allenatore di pallacanestro statunitense.

## Carriera
Esce dal Boston College nel 1998, dopo un ultimo anno con 15,4 punti, 4,3 rimbalzi e 5,1 assist a partita.
Gioca poi in Austria, Francia, Germania, Cipro, Venezuela e nella lega USBL negli USA.
Nell'estate 2004 è stato ingaggiato dal Roseto Basket, dove ha tenuto una media di 15,4 punti nella serie A italiana.
Nel 2005-06 ha militato nella MontePaschi Siena, con cui ha accumulato 19 presenze con una media di 9,8 punti a incontro.
Nella stagione successiva è stato ingaggiato dalla Siviglia Life Wear Teramo.